# Canby (Oregón)
Canby es una ciudad ubicada en el condado de Clackamas en el estado estadounidense de Oregón. En el año 2007 tenía una población de 15.140 habitantes y una densidad poblacional de 1,309.9 personas por km².

## Geografía
Canby se encuentra ubicada en las coordenadas 45°15′58″N 122°41′26″O / 45.26611, -122.69056.

## Demografía
Según la Oficina del Censo en 2000 los ingresos medios por hogar en la localidad eran de $45,811, y los ingresos medios por familia eran $49,690. Los hombres tenían unos ingresos medios de $42,145 frente a los $28,775 para las mujeres. La renta per cápita para la localidad era de $19,322. Alrededor del 7.4% de la población estaban por debajo del umbral de pobreza.